# La Casa Nova de la Vall (Castellterçol)
La Casanova de la Vall, que, de fet, hauria de ser la Casa Nova de la Vall, és una masia del terme municipal de Castellterçol, al Moianès.
Està situada en el sector oriental del terme, ran mateix del termenal amb Castellcir, que passa a poca distància de la casa, pel seu costat nord i de llevant. És a prop i a llevant de la carretera BV-1310, de Castellterçol a Castellcir, i a la dreta del torrent de la Vall Jussana. És al nord de la Vall.